# Аргентинская морская свинья
Аргентинская морская свинья (лат. Phocoena spinipinnis) — эндемичный вид морских свиней, живущий только вблизи побережья Южной Америки.

## Распространение
Вид встречается непрерывно вдоль всего побережья от севера Перу в Тихом океане вокруг Огненной Земли до юга Бразилии в Атлантическом. Встречаются в пресной воде, заплывают в реки до 50 км вверх по течению.

## Описание
Как правило, тёмно-серого цвета. Нижняя сторона светло-серая. Взрослые особи длиной около 180 см и весят 50-75 кг. Спинной плавник треугольный, указывает назад больше, чем вверх, и смещён назад больше, чем у других видов.

## Образ жизни
Живёт в одиночку или небольшими группами. К лодкам старается не приближаться. Кормится рыбой и кальмарами.

## Сохранение
Как и все морские свиньи, аргентинская морская свинья иногда попадает в рыболовные морские сети. Особенно часто это случается в Уругвае, Перу и Чили.
Численность вида неизвестна, поэтому информации для Красной книги недостаточно. Включён в «Приложение II» Конвекции о сохранении мигрирующих видов (CMS).